# Paul Shirley
Paul Murphy Shirley (Redwood City, Califòrnia, 23 de desembre de 1977) és un exjugador de bàsquet nord-americà. Amb 2,08 d'alçada, jugava en el lloc de pivot.

## Carrera esportiva
Com a jugador professional destaca per ser un rodamón del bàsquet, ja que va arribar a jugar en 12 equips de 5 països diferents en quatre anys, i ha jugat en 15 equips diferents durant la seva carrera. A la lliga ACB va jugar a la temporada 2002-03 al Joventut de Badalona. L'any 2005 va ser subcampió de la Conferència Oest amb els Phoenix Suns. Després de jugar en diversos equips de l'NBA i la CBA va tornar a Espanya l'any 2007 fitxant pel Vive Menorca, i el 2008 per l'Unicaja.

## Carrera com a escriptor
Al seu país d'origen, Shirley va ser molt conegut també per escriure un diari personal en línia mentre jugava amb els Phoenix Suns en la temporada 2004-2005. Va ser també autor d'un blog per ESPN. Els seus blocs van destacar pels seus enginyosos, cultes, francs i de vegades sarcàstics comentaris sobre equips, jugadors, aficionats, mitjans de comunicació, animadores i el joc del bàsquet en general, així com sobre altres temes no relacionats amb l'esport. Paul Shirley també ha escrit un llibre sobre la seva vida com a jugador de bàsquet, titulat Can I Keep My Jersey? (Puc quedar-me la meva samarreta?), que es va publicar al maig de 2007. Escriu sobre l'NBA una columna titulada "Historias de un tío alto" en el diari El País.